# Семиозёрка (Татарстан)
 Семиозёрка (тат. Җидекүл) — село в Высокогорском районе Республики Татарстан Российской Федерации. Административный центр Семиозерского сельского поселения.

## География
Находится в северо-западной части республики на расстоянии приблизительно 12 км на запад по прямой от районного центра поселка Высокая Гора у речки Солонка.
К северу от села находится памятник природы регионального значения Семиозёрский лес.

## История
Известно с 1719 года. Упоминалось как Подмонастырская слободка. Жители до 1763 года принадлежали Седмиозёрному монастырю.

## Население
Постоянных жителей было в 1728 году — 28, в 1744 — 70, в 1782 — 76 душ мужского пола, в 1859—332, в 1897—542, в 1908—722, в 1920—869, в 1926—868, в 1938—665, в 1949—547, в 1958—564, в 1970—364, в 1989—112, в 2002—151, 151 в 2002 году (русские 58 %, татары 40 %), 139 в 2010.

## Достопримечательности
Комплекс сооружений Седмиозерной пустыни.

## Инфраструктура
Севернее села в советское время находился пионерлагерь имени Гайдара авиационного завода.

## Транспорт
В селе заходит региональная автодорога 16К-0750.